# Zhang (unidad de longitud)
El zhang (en chino simplificado, 市丈; pinyin, Shì zhàng; Wade-Giles, chang, es una antigua unidad de longitud china equivalente a 10 chi. Un zhang es aproximadamente 3,58 metros, o 3,645 yardas. China estandarizó la longitud del zhang en el siglo XIX por propósitos de comercio con las naciones de Europa Occidental.
A su vez, 180 zhang = 1 li = 575,5 metros.